# Rifugio al Sasso Nero
Il rifugio al Sasso Nero (in tedesco Schwarzensteinhütte) è un rifugio situato nel comune di Valle Aurina (BZ), in valle Aurina, nelle Alpi della Zillertal (Alpi dei Tauri occidentali), a 3.026 m s.l.m.

## Storia

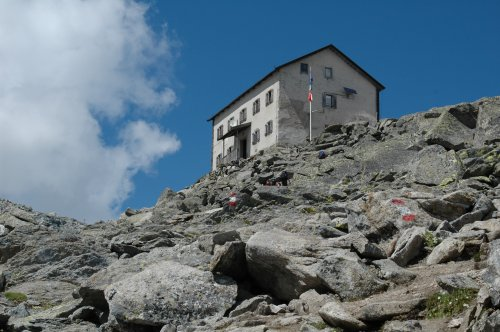
Il vecchio rifugio demolito nel 2017

Il rifugio fu costruito nel 1894 dalla sezione di Lipsia del Club alpino austro-tedesco a 2.922 m s.l.m.. Dopo la prima guerra mondiale passò in territorio italiano e rimase abbandonato per diversi anni. Denominato "Rifugio Vittorio Veneto al Sasso Nero", dal 1978 fu proprietà del CAI (sezione di Brunico) che lo gestì fino al 1999 quando passò alla Provincia autonoma di Bolzano. Nel 2011 la Provincia decise di costruire un rifugio completamente nuovo 100 metri più in alto a nordovest della vecchia struttura. Il nuovo rifugio è stato inaugurato nell'estate 2018.

## Caratteristiche e informazioni
Il nuovo rifugio si sviluppa su tre piani su una pianta a forma di esagono irregolare, con una forma che ricorda quella dei massi erratici. Il rifugio è aperto dal 26 giugno al 26 settembre e ha una capienza di 50 posti letto. È inoltre presente un locale adibito a bivacco, accessibile durante il periodo di chiusura del rifugio.

## Accessi
L'accesso avviene dalla frazione San Giovanni di Valle Aurina.

## Ascensioni
- Sasso Nero - 3.368 m
- Monte Lovello - 3.378 m
- Cima Floite Ovest - 3.195 m

## Traversate
- Rifugio Giovanni Porro - 2.419 m
- Greizer Hütte - 2.227 m
- Berliner Hütte - 2.042 m.